# موج سوم (کتاب)
موج سوم کتابی مشهور از الوین تافلر است. که توسط شهیندخت خوارزمی به زبان فارسی نیز ترجمه شده‌است. این کتاب بعد از کتاب شوک آینده وی نوشته شده و در سال ۱۹۸۰ منتشر شده‌است.
کتاب الوین تافلر مراحل گذر کشورهای توسعه‌یافته از انقلاب صنعتی به عصر اطلاعات را توصیف می‌کنند. او در کتاب‌هایش از انقلاب صنعتی به عنوان موج دوم و از عصر اطلاعات به عنوان موج سوم یاد کرده‌است.